# Geike Arnaert
Geike Arnaert (Poperinge, 13 september 1979) is een Belgisch zangeres. Sinds november 2020 is zij opnieuw de zangeres van muziekgroep Hooverphonic, nadat zij deze rol tussen 1997 en 2008 ook al vervulde.

## Levensloop
Arnaert groeide op in Westouter, een deelgemeente van Heuvelland. Al gauw bleek dat ze muzikale talenten had. Op haar negende nam ze deel aan een talentenjacht in haar dorp.
In februari 1997 deed ze een auditie bij Hooverphonic. Hoewel ze nog geen 18 jaar was, vertrok Arnaert vanaf mei 1997 op tournee als zangeres van de groep. In 2000 en 2003 werd ze in eigen land bekroond met ZAMU Awards voor beste zangeres. Ze won ook vele malen Humo's Pop Poll. In 2008 werd Hooverphonic door TMF Vlaanderen uitgeroepen tot beste band.

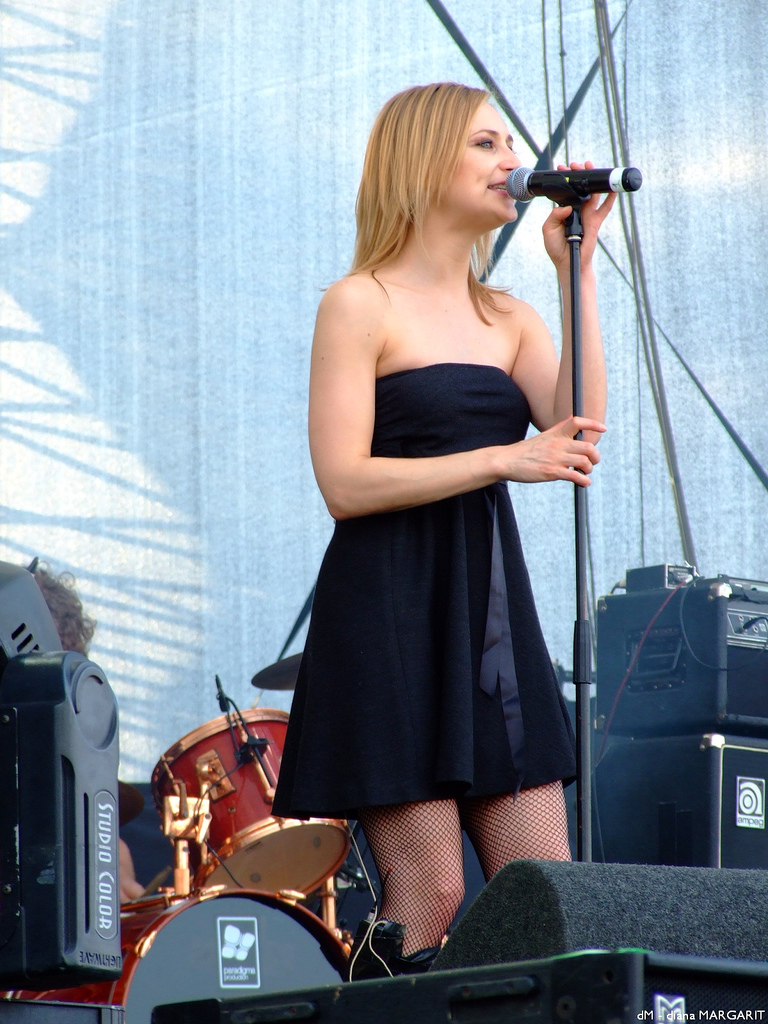
Geike Arnaert in 2007

Geike zong in februari 2007 een duet met Bobbejaan Schoepen tijdens de uitreiking van diens Lifetime Achievement Award. Het nummer Le temps des cerises verscheen op het album van Schoepen dat op 19 mei 2008 uitkwam, inclusief een clip.
Op 10 oktober 2008 kondigde Arnaert aan dat ze Hooverphonic op het einde van dat jaar zou verlaten om een eigen muzikale richting uit te gaan. Desondanks verscheen de single Mijn Leven, die dag live opgenomen met terminaal kankerpatiënt Andy Sierens voor het VTM-programma "Hart voor elkaar", in februari 2009 met als vermelding "Andy Sierens A.K.A. Vijvenveertig & Hooverphonic" als uitvoerenden. Het behaalde de nummer 1-positie in de Ultratop 50 twee weken nadat Home, het themalied van de derde Music For Life dat ze eind 2008 samen zong met Tom Helsen, diezelfde koppositie had verlaten.

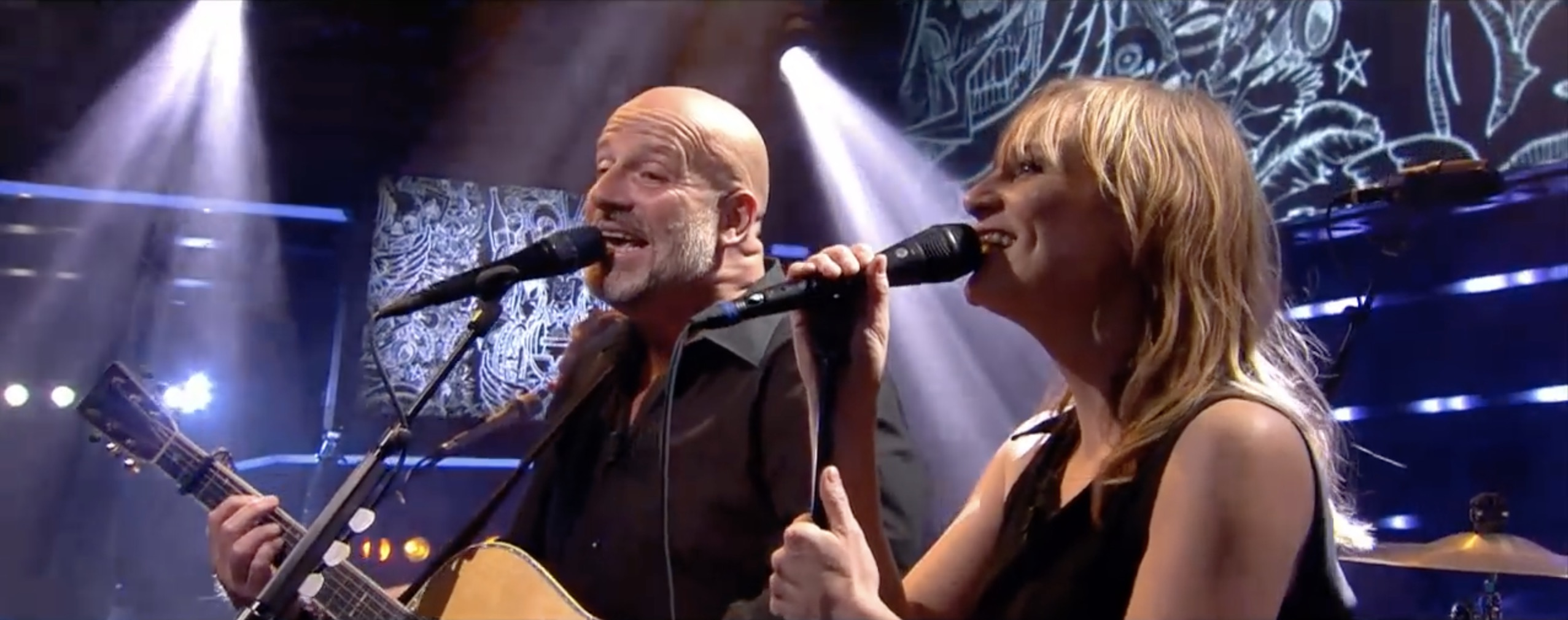
Samen met Paskal Jakobsen in 2018

Met Erik de Jong van Spinvis maakte Arnaert begin 2010 de muziek voor de film Adem. De twee vormden de groep Dorléac, die in 2010 enkele optredens en een eerste album met bijkomend opnamemateriaal realiseerden. In oktober 2011 bracht Arnaert onder de naam 'Geike' haar eerste soloplaat uit, For the beauty of confusion.
In de winter van 2017-2018 scoorde Arnaert samen met de Nederlandse popgroep BLØF een nummer 1-hit in Nederland en Vlaanderen met het nummer Zoutelande. De plaat bereikte destijds in Nederland de nummer 1-positie in zowel de Nederlandse Top 40 op Radio 538 als de publieke hitlijst; de Mega Top 50 op NPO 3FM. In zowel Vlaanderen als Nederland groeide de single uit tot een van de grootste Nederlandstalige hits ooit.
In 2019 nam Arnaert twee afleveringen deel aan de televisiequiz De Slimste Mens ter Wereld. In oktober van dat jaar verscheen haar tweede soloalbum Lost In Time, in samenwerking met Joost Zweegers.
In november 2020 werd aangekondigd dat Arnaert na twaalf jaar opnieuw zangeres werd van Hooverphonic. Ze nam hierbij de plaats in van Luka Cruysberghs. De band bereidde zich op dat moment voor op het Eurovisiesongfestival van 2021 in Rotterdam, waar zij namens België zouden aantreden. Met het door Arnaert gezongen lied The Wrong Place eindigde de groep er uiteindelijk op de 19e plaats.
In het voorjaar van 2021 nam Arnaert (samen met Tourist LeMC, Ronny Mosuse, Emma Bale, Bert Ostyn, Willy Sommers en Cleymans & Van Geel) deel aan het zevende seizoen van Liefde voor Muziek.
Sinds 2025 is de stem van Arnaert te horen bij het sprookje De prinses op de erwt in de Efteling.

## Discografie
Zie ook de discografie van Hooverphonic.

### Albums
| Album met hitnotering(en) in de Vlaamse Ultratop 200 albums | Datum van verschijnen | Datum van binnenkomst | Hoogste positie | Aantal weken | Opmerkingen |
| ----------------------------------------------------------- | --------------------- | --------------------- | --------------- | ------------ | ----------- |
| For the beauty of confusion                                 | 17-10-2011            | 22-10-2011            | 6               | 14           | als Geike   |
| Lost In Time                                                | 18-10-2019            | 26-10-2019            | 3               | 25           | als Geike   |

### Singles
| Single met hitnotering(en) in de Vlaamse Ultratop 50 | Datum van verschijnen | Datum van binnenkomst | Hoogste positie | Aantal weken | Opmerkingen                                                                             |
| ---------------------------------------------------- | --------------------- | --------------------- | --------------- | ------------ | --------------------------------------------------------------------------------------- |
| Home                                                 | 08-12-2008            | 20-12-2008            | 1(5wk)          | 12           | met Tom Helsen                                                                          |
| Rope Dancer                                          | 01-09-2011            | 10-09-2011            | tip16           | 4            | als Geike                                                                               |
| Unlock                                               | 23-12-2011            | 03-12-2011            | tip48           | 6            | als Geike                                                                               |
| Blinded                                              | 25-03-2012            | 28-04-2012            | tip82           | 3            | als Geike                                                                               |
| Zoutelande                                           | 20-10-2017            | 16-12-2017            | 1 (6wk)         | 44           | met BLØF / Nr. 1 in de Vlaamse Top 50 / Best verkochte Nederlandstalige single van 2018 |
| Off Shore                                            | 01-03-2019            | 09-03-2019            | tip6            | 5            | als Geike                                                                               |
| Middle of the Night                                  | 21-06-2019            | 29-06-2019            | tip27           | 5            | als Geike                                                                               |
| All Over                                             | 13-09-2019            | 21-09-2019            | tip28           | 4            | als Geike                                                                               |
| Black Land Shore                                     | 06-12-2019            | 14-12-2019            | tip19           | -            | als Geike                                                                               |
| We begrijpen mekaar                                  | 22-02-2021            | 27-02-2021            | tip41           | -            | Uit Liefde voor muziek / Nr. 30 in de Vlaamse Top 50                                    |
| Cherry Picking                                       | 08-03-2021            | 13-03-2021            | tip             | -            | Uit Liefde voor muziek                                                                  |
| Majesty                                              | 22-03-2021            | 03-04-2021            | tip             | -            | Uit Liefde voor muziek                                                                  |

| Single met eventuele hitnotering(en) in de Nederlandse Top 40 | Datum van verschijnen | Datum van binnenkomst | Hoogste positie | Aantal weken | Opmerkingen                                                              |
| ------------------------------------------------------------- | --------------------- | --------------------- | --------------- | ------------ | ------------------------------------------------------------------------ |
| Zoutelande                                                    | 20-10-2017            | 25-11-2017            | 1 (10wk)        | 31           | met BLØF / Platina / Nr. 1 in de Mega Top 50, Nr. 3 in de Single Top 100 |
| We doen wat we kunnen                                         | 19-10-2022            | 22-10-2022            | tip5*           | -            | met BLØF                                                                 |

### NPO Radio 2 Top 2000
| Nummer met noteringen in de NPO Radio 2 Top 2000 | '17 | '18 | '19 | '20 | '21 | '22 | '23 | '24 |
| ------------------------------------------------ | --- | --- | --- | --- | --- | --- | --- | --- |
| Zoutelande (met BLØF)                            | 889 | 31  | 51  | 71  | 96  | 119 | 132 | 165 |

1. ↑  Een vetgedrukt getal geeft de hoogste notering aan.
2. ↑  2017 was het eerste jaar met een notering voor dit nummer.